# 혼다 마리코
혼다 마리코(일본어: 本多 真梨子 ほんだ まりこ[*], 1986년 10월 3일 ~ )는 일본의 성우이다. 가나가와현 출신이다. 아뮬레토 소속이다.

## 주요 출연작

### 애니메이션
- 극흑의 브룬힐데 - 핫타 킷카
- 나는 100만 명의 목숨 위에 서 있다 - 홋시, 페리리
- 누나 로그 - 사에키 후카
- 로봇 걸즈 Z - Z쨩
- 모여라! 시튼 학원 - 아나미츠 테루
- 사랑은 비가 갠 뒤처럼 - 이시이
- 사랑이라 하기엔 기분 나빠 - 스즈키
- 사키 -Saki- - 아사미 하나코
- 식스 하트 프린세스 - 옐로우 프린세스/무레 유카리
- 세인트 세이야 Ω - 세레네
- 손끝에서부터 진심의 열정 -소꿉친구는 소방관- - 와타나베 미도리(통상판)
  - 손끝에서부터 진심의 열정 -소꿉친구는 소방관- 2기 - 와타나베 미도리(통상판)
- 수호천사 히마리 - 카야
- 슈퍼커브 - 학생
- 신의 탑 - 하 유리 자하드
- 아웃브레이크 컴퍼니 - 로미르다
- 아이돌 사변 - 보스 고양이
- 에스카와 로지의 아틀리에 - 루실 에르네라
- 에토타마 - 이누땅
- 역전재판 그 「진실」, 이의 있음! - 쇼치쿠 우메요
- 영국탐정 미스테리아 - 세라 마플
- 우폿테!! - 가리루(GALIL AR 갈릴)
- 이것은 좀비입니까? - 리리아 리리스
- 이 미술부에는 문제가 있다! - 코에다키 치카
- 이종족 리뷰어스 - 프란바
- 일상 - 아이오이 유코
- 제멋대로 하이스펙 - 로쿠온지 카오루코
- 지옥유치원 - 리바이아
- 초은하함대∞ -INFINITY- - 아오이 하루코
- 케모노 프렌즈 - 사자
- 펀치라인 - 이리다츠 아키나
- 퓨처 카드 버디파이트 - 후지미야 카자네
- 하늘의 유실물 - 나카이 린
- 학생회의 일존 - 사쿠라노 크림
- 히나마츠리 - 닛타 미카
- AKIBA'S TRIP - 스이도바시
- B-PROJECT 시리즈 - 여학생
- 마법진 구루구루 리메이크 - 쿠루제
- 왕 게임 - 마루오카 카오리
- 건널목 타임 - 쿠로베
- Steins;Gate 0 - 나카세 카츠미
- 이상생물 견문록 - 와타리 가라스

### 게임
- Anonymous;CODE - 미정
- BALDR BRINGER - 호시가와 히사메
- Steins;Gate 0 - 나카세 카츠미
- 그녀*스텝 - 세리자와 쿠온
- 그랜드체이스 글로벌 - 올리비아
- 동방 탄막 카구라 - 키리사메 마리사
- 드리프트 걸즈 - 초연
- 랑그릿사 모바일 - 플로렌티아
- 마미야 군네의 다섯 쌍둥이 사정 - 마미야 모에리
- 소녀전선 - 발리스타, AA-12
- 세븐나이츠 - 쥬피, 아리엘
- 시간을 자아내는 약속 - 진구 미사키
- 신차원게임 넵튠 V II - 텐노보시 우즈메
- 에스카와 로지의 아틀리에 - 루실 에르네라
- 에이스 버진 -잉글리시 일렉트릭 캔버라, 다쏘 에탕다르 IV
- 위자드 컴플렉스 - 카쿠라자카 메이
- 이스 Ⅸ: 몬스트럼 녹스 - 멜리사
- 이와이 히메 - 하루미야 츠바키코
- 제멋대로 하이스펙 - 로쿠온지 카오루코
- 천의 인도, 도화염의 황희 - 시즈쿠라 이스즈
- 카마이타치의 밤 윤회채성 - 키타노 케이코
- 케모노 프렌즈 3 - 사자
- 킹스레이드 - 악마의 불꽃 모라
- 판타지스타 돌 - 오카자키 레이카
- 퓨어송 가든! - 카와이 쿠온
- 플라스틱 메모리즈 - 모에기 유우
- 하얀고양이 프로젝트 - 퍼니시
- 한계돌파 모에로 크리스탈 - 츠부테